# Hornkoraller
Hornkoraller (Alcyonacea) är en ordning av koralldjur. Hornkoraller var även det svenska namnet på ordningen Gorgonacea, som numera inte anses giltig. Hornkoraller är kolonibildande och har ett skelett som innehåller hornämnet gorgonin och skleriter, små inre skelettelement av kalciumkarbonat. Detta gör hornkorallernas skelettet både stödjande och böjligt, egenskaper som gör att hornkoraller kan bli ganska stora samtidigt som de kan vara mer följsamma mot vattnets rörelser än stenkoraller, som har ett hårt yttre massivt kalkskelett.
Till utseende och färg är hornkoraller mycket varierande, men kolonierna har ofta ett fjäderformigt eller buskformigt växtsätt. Många arter av hornkoraller förekommer vid korallrev i tropiska hav, men några arter förekommer även i mer nordliga vatten.